# Philagra arisana
Philagra arisana är en insektsart som beskrevs av Kato 1933. Philagra arisana ingår i släktet Philagra och familjen spottstritar. Inga underarter finns listade i Catalogue of Life.